# José Medina Echavarría
José Medina Echavarría (Castellón de la Plana, 25 de diciembre de 1903 - Santiago de Chile, 13 de noviembre del 1977) fue un sociólogo y autor español. Se exilió en México durante la Guerra Civil de su país.

## Algunos datos biográficos
José Medina Echavarría recibió su doctorado en Derecho por la Universidad Central de Madrid en 1929. Entre 1930 y 1931 realizó estudios en la Universidad de Marburgo, Alemania. Fungió como oficial letrado en el Congreso de los Diputados en la II República Española en 1932 y obtuvo la plaza de catedrático de Filosofía del Derecho en la Universidad de Murcia en 1935
Permaneció en México desde 1939 y hasta 1946 y durante ese tiempo contribuyó a la divulgación de las teorías sociológicas alemanas, fue docente en la Universidad Nacional Autónoma de México. En dicha institución impartió cursos de sociología en las Facultades de Derecho y Economía (1939-1943). A partir de julio de 1939 y hasta 1946 colaboró con La Casa de España en México, después El Colegio de México, dónde impartió los cursos: Introducción a las ciencias sociales, Sociología general y Seminario sobre Max Weber, en el Centro de Estudios Sociales, dónde también se hizo cargo de la colección Jornadas
A partir de 1935, con la publicación de su libro La situación presente de la filosofía jurídica, Medina comienza su obra sociológica con un discurso acerca de las bases sociológicas del derecho.
Fue profesor invitado de la Universidad Nacional de Colombia (otoño de 1945) y profesor visitante en la Universidad de Puerto Rico (1946-1947).
En 1952 ingresó a la Comisión Económica para América Latina y el Caribe (CEPAL). Falleció en Santiago de Chile el 13 de noviembre del 1977 a la edad de 73 años.